# JoAnna Cochenet
JoAnna M. Cochenet (West Allis, Estados Unidos, 14 de noviembre de 1985) es una violinista, música, compositora y directora de orquesta estadounidense.

## Biografía
Nació el 14 de noviembre de 1985 en West Allis en el condado de Milwaukee (Wisconsin, EEUU). Asistió al instituto West Allis Central High School (West Allis).
Estudió el grado en música (Bachelor of Music) en la universidad Coe College de Cedar Rapids (Iowa, EEUU) (2004-2008). Posteriormente, obtuvo un máster en música (Masters in Music) en dirección de orquesta y viola en la Universidad de Wisconsin-Milwaukee en 2010, con la tesina de máster «From Score Selection to the Performance: Teaching from the Podium – Discussion and Analysis of Works by Copland, Schubert, Kimber, Vivaldi, Vaughan-Williams, and Kilar».
Obtuvo el doctorado en artes musicales (DMA) en dirección de orquesta en la Universidad de Nevada en Reno (Reno) en 2024, con la tesis «The Sound of Struggle: A Study and Comparison of Expressive Musical Features from Works by "Dweller" Composers (1933-1956)».
Cochenet se ha formado en dirección de orquesta con mentores como Jorma Panula, Dwight Oltman, Markand Thakar, Diane Wittry, Harold Farberman, Thomas Wilkins, Cristian Măcelaru, Kenneth Kiesler y Philip Lasser, entre otros.

## Trayectoria
Como directora de orquesta, Cochenet ha dirigido diferentes orquestas en Estados Unidos o Ucrania, como la Orquesta Nacional Presidencial de Ucrania, la orquesta de cámara Baltimore Chamber Orchestra de Baltimore, la orquesta Bard Conductors Institute Orchestra, la Orquesta Sinfónica de Omaha (Omaha), la orquesta sinfónica Mason Symphony Orchestra (George Mason University) o la University of Wisconsin-Milwaukee Orchestra.
En la temporada 2015-2016, Cochenet dirigió la orquesta de cuerda Northeast String Orchestra de Nueva York.
En otoño de 2021 fue elegida directora miembro de la orquesta sinfónica Allentown Symphony Orchestra de Allentown (Pennsylvania, EEUU).
En 2022 Cochenet dirigió la orquesta sinfónica UNR Symphony Orchestra de la Universidad de Nevada en Reno (Reno), dirigiendo distintas piezas del compositor estadounidense Erich Korngold. En 2023 Cochenet fue una de las directoras del concierto de honor de la orquesta sinfónica UNR Symphony Orchestra de la Universidad de Nevada en Reno, dirigiendo la Obertura del festival académico de Brahms.
En 2023 Cochenet ejerció como directora de la ópera Acis y Galatea de Händel en la ópera de cámara Nevada Chamber Opera. En 2023 también fue directora adjunta de La Flauta Mágica de Mozart en el Prague Summer Nights de Praga (República Checa). En verano de 2023 fue directora invitada del concierto Broadway and Beyond Concert de la Accord Symphony Orchestra.
En 2023 fue seleccionada como directora participante plena en el 7º programa anual Cascade Conducting en Tacoma (Washington, EEUU), teniendo como mentora a la directora de orquesta británica Sarah Ioannides. En junio de 2024 dirigió la orquesta con la obra Sinfonía n.º 2 de Beethoven en el concierto final del programa anual.
A finales de 2024, Cochenet se desempeñó como directora adjunta de la Orquesta Sinfónica de Bainbridge (BSO) (Bainbridge Island, Washington), durante la temporada 2024-2025.
Como violinista y violista, Cochenet ha tocado, entre otras, con la Orquesta Sinfónica de Omaha, la Orquesta de Cámara de Washington, la Orquesta Filarmónica de los Mundos Distantes y la Orquesta Sinfónica de Olympia. Tocó con la Orquesta de Cámara de Washington de Washington D. C. (EEUU) como viola en la temporada 2020-2021, bajo la dirección del director coreano-estadounidense Jun Kim.
Además de la dirección de orquesta, Cochenet también imparte docencia de música en la universidad. Fue profesora de historia y literatura de la música en la Facultad de Música de la Universidad George Mason. Asimismo fue profesora ayudante en la Universidad de Nevada en Reno (Facultad de Música). También ha impartido docencia en la Escuela de Música Levine. Desde 2021 imparte docencia en la Facultad de Música de la Northern Virginia Community College (NVCC).
Cochenet es miembro de la Alianza Internacional de Mujeres en la Música.

## Vida privada
Está casada con el director de orquesta español Juan Gallastegui.

## Publicaciones
- "Clinic Ideas for Your Ensemble or Organization", The Bridge, Newsletter of the New York Chapter of American String Teachers Association, 2015.
- "The Dilemma of (and Solutions for) Trying to Be Creative", American String Teacher Journal, 2015.
- "A Woman Leading An Orchestra", Women in Higher Education, Vol 24, Issue 2, 2015.[23]